# Уэнделл, Джеймс
Джеймс Уэнделл — американский легкоатлет, который на олимпийских играх 1912 года выиграл серебряную медаль на дистанции 110 метров с барьерами. В 1912 году стал чемпионом США среди студентов на дистанции 120 ярдов с препятствиями, а в 1913 году стал чемпионом в беге на 220 ярдов с/п. Личный рекорд на дистанции 110 метров с/б — 15,2 с. 
После завершения спортивной карьеры работал директором школы в Поттстоуне, штат Пенсильвания. В 2008 году был включён в зал славы спорта Уэслианского университета.